# パディ・ジャクソン
パディ・ジャクソン（Paddy Jackson、1992年1月5日 - ）は、トップ14・リヨンOUに所属するラグビーユニオン選手。

## プロフィール
- 北アイルランド・リスバーン出身[1]。
- 現役時代のポジションはスタンドオフ(SO)。
- 身長 178cm、体重 89kg
- U20アイルランド代表に選ばれたことがある。
- アイルランド代表通算キャップ数は25でワールドカップ2015のアイルランド代表に選ばれた[2]。

## 略歴
アルスター、USAペルピニャン、ロンドン・アイリッシュを経て、2023年、リヨンOUに加入。 